# استفانوس تزیماس
استفانوس تزیماس (یونانی: Στέφανος Τζίμας؛ زادهٔ ۶ ژانویهٔ ۲۰۰۶) بازیکن فوتبال اهل یونان است که در حال حاضر برای باشگاه فوتبال پائوک بازی می‌کند. 
وی همچنین در تیم‌های ملی فوتبال زیر ۱۷ و زیر ۱۹ سال یونان بازی کرده است.